# Gianluca Pierobon
Gianluca Pierobon (Gallarate, 2 marzo 1967) è un ex ciclista su strada e ciclocrossista italiano.
Professionista dal 1989 al 1998, conta una vittoria di tappa al Giro d'Italia.

## Carriera
Ciclista di buon livello ha ottenuto poche affermazioni, alcune delle quali tuttavia di notevole prestigio, come la tappa al Giro d'Italia 1991 e quella al Giro di Svizzera del 1994, nel quale giunse anche terzo nella classifica generale finale.

## Palmarès
- 1988

Grafton to Inverell Cycling Classic
- 1990

Cronostaffetta - Gran Premio Cepagatti
- 1991

2ª tappa, 2ª semitappa Giro d'Italia (Sassari, cronometro)
- 1992

Gran Prix International du Café
- 1994

1ª tappa Tour de Suisse (Yverdon-les-Bains, cronometro)
4ª tappa Vuelta a Aragón (Sabiñánigo > Binfar)
- 1995

5ª tappa Tirreno-Adriatico (Porto Santo Stefano > Soriano nel Cimino)

## Piazzamenti

### Grandi giri
- Giro d'Italia

1990: 85º
1991: ritirato (15ª tappa)
1994: ritirato (20ª tappa)
- Tour de France

1997: 133º
- Vuelta a España

1994: 104º

### Classiche
- Milano-Sanremo

1989: 75º
1990: 19º
1992: 96º
1994: 157º
1995: 76º
- Giro delle Fiandre

1992: 69º
- Parigi-Roubaix

1992: 80º
- Liegi-Bastogne-Liegi

1989: 75º
- Giro di Lombardia

1989: 34º

### Competizioni mondiali
- Campionati del mondo di ciclocross

Leeds 1992: 15º